# Jiří Pavlenka
Jiří Pavlenka, né le 14 avril 1992 à Hlučín (Tchécoslovaquie, actuellement Tchéquie), est un footballeur international tchèque, qui joue au poste de gardien de but au sein du PAOK Salonique.

## Biographie

### En club
En janvier 2016, Pavlenka s'engage avec le Slavia Prague.
Avec les équipes du Baník Ostrava et du SK Slavia Prague, il joue plus de 100 matchs en première division tchèque, et participe aux tours préliminaires de la Ligue Europa.
Le 30 juin 2017 est annoncé le transfert de Jiří Pavlenka au Werder Brême, il s'engage avec le club allemand pour trois saisons plus une en option.

### En équipe nationale
Il obtient sa première sélection avec l'équipe de Tchéquie le 15 novembre 2016 en amical face au Danemark (score : 1-1 à Mladá Boleslav).
Par la suite, le 5 octobre 2017, il joue un match contre l'Azerbaïdjan rentrant dans le cadre des éliminatoires du mondial 2018 (défaite 1-2 à Bakou).
En mai 2021 il est convoqué avec l'équipe nationale de Tchéquie, figurant dans la liste des 26 joueurs tchèques pour participer à l'Euro 2020. Touché au dos, il déclare finalement forfait pour cette compétition et est remplacé par Tomáš Koubek.

## Palmarès
Slavia Prague
- Champion de Tchéquie
  - Champion : 2017

 Werder Brême
- Championnat d'Allemagne D2
  - Vice-champion : 2022